# Instituto Nacional de Tecnología, Normalización y Metrología (Paraguay)
El Instituto Nacional de Tecnología, Normalización y Metrología (INTN) del Paraguay es el organismo acreditado por el gobierno encargado de definir y proponer los métodos y normas de verificación y regulación de la calidad de las materias primas y de los productos elaborados, locales e importados, dentro de la República del Paraguay.

## Historia

### Carta Orgánica ley decreto 862/1963
Originalmente denominado Instituto Nacional de Tecnología y Normalización, nació a través de la ley decreto 862/1963, sancionada por la Honorable Cámara de Representantes de la Nación Paraguaya (equivalente del actual Congreso de la Nación Paraguaya) y ratificado por el entonces presidente Alfredo Stroessner Matiauda, el 26 de junio de 1963. Esta ley fue modificada por la ley decreto 2199/2003 Artículo 8, del 8 de septiembre de 2003, que dispuso la Reorganización de los Órganos Colegiados Encargados de la Dirección de Empresas y Entidades del Estado Paraguayo, derogando el Capítulo 2 y modificando el Capítulo 3 Artículo 9.

### Carta Orgánica ley decreto 2575/2005
Debido a los trabajos realizados con otras instituciones y nuevas competencias surgidas el ente pasa a denominarse Instituto Nacional de Tecnología, Normalización y Metrología, conservando las siglas ampliamente utilizadas, INTN, el ley decreto 2575/2005 del Congreso de la Nación Paraguaya y ratificada por el presidente en función Nicanor Duarte Frutos, el 7 de junio de 2005, que deroga por completo la ley decreto 862/1963; la nueva carta orgánica además establece una reorganización completa de la institución y establece atribuciones en relación con los nuevos tiempos y avances técnicos-científicos.

## Estatus
La entidad es un organismo autárquico y descentralizado de investigación y asistencia técnica en el campo de las actividades científico-tecnológicas, con personería jurídica propia y jurisdicción en todo el territorio paraguayo. Es además el organismo que provee normas técnicas pertinentes y establece las bases para las exigencias en torno a la producción y calidad productiva al Ministerio de Industria y Comercio.

## Autoridad
Actualmente la Directora General del Instituto Nacional de Tecnología, Normalización y Meterología (INTN), es la Ing. Lira Rossana Giménez Giménez , desde el 17 de agosto de 2023, en reemplazo del Econ. Omar Pico Insfran.

## Competencias de la institución

### Generales
Realiza actividades científico-tecnológicas, prestación de servicios, innovación e investigación en su sede central o centros regionales creados por la Institución.
También representa al país ante los organismos nacionales e internacionales en las áreas científico-tecnológicas de su competencia.

### Específicas

#### En el área de investigación
1. capta, implementa y estimula la investigación, la difusión y la transferencia de tecnologías apropiadas para los diferentes niveles de desarrollo de los sectores productivos.
2. realiza trabajos de investigación, desarrollo e innovación tecnológica, en forma institucional o con otros centros de investigación nacional o internacional, para empresas del sector público o privado.
3. investiga y promueve el uso de materias primas y/o materiales de origen nacional, propiciando el aprovechamiento integral de las mismas.
4. tiene potestad de crear centros regionales en el interior del país, para el cumplimiento de sus fines.

#### En el área de asistencia
1. apoya la creación de empresas con fines industriales de desarrollo tecnológico y de acción social, a través de asociaciones con otras entidades públicas o privadas.
2. participa y avala, mediante certificación técnica, los pliegos de bases y condiciones de las licitaciones públicas donde se requiera la intervención del INTN, llamados por las entidades que forman parte del Estado y sociedades mixtas, para garantizar las especificaciones de insumos, productos, diseños, equipos e instalaciones a ser utilizados.
3. participa con organismos nacionales o internacionales, públicos o privados en programas de protección y conservación del medio ambiente.
4. asistir a los sectores públicos y privados mediante trabajos técnicos en análisis y/o ensayos de insumos, productos y subproductos, nacionales e importados.
5. realiza trabajos de peritaje técnico en las áreas de investigación, asistencia técnica en el campo de las actividades científico-tecnológicas.
6. coopera con otras instituciones públicas o privadas en la elaboración y/o ejecución de programas de desarrollo que beneficien a la comunidad, en las áreas de investigación, asistencia técnica en el campo de las actividades científico-tecnológicas.
7. evalúa y certifica instalaciones, productos y capacidades del personal.
8. participa en la determinación del coeficiente técnico de materias primas e insumos, de procesos industriales, para actividades de maquila y admisión temporaria.
9. forma y capacita a los recursos humanos a través de cursos, seminarios, charlas técnicas y pasantías curriculares en las áreas científico-tecnológicas.
10. tiene potestad de crear centros de investigación y desarrollo con entidades empresariales privadas que pueden planificar, promover y coordinar la elaboración de las Normas Técnicas Paraguayas de uso voluntario para su homologación y edición oficial por resolución.
11. propone a solicitud del Poder Ejecutivo en los campos que considere necesario Normas Paraguayas, como documentos base de Reglamentos Técnicos de aplicación obligatoria. Así mismo promueve y desarrolla los mecanismos de formulación y difusión de las Normas Técnicas.
12. coordina todas las actividades pertinentes del Codex Alimentarius, desempeñando la función de Punto de Contacto del Codex Alimentarius a nivel nacional y ejerciendo la Secretaría Ejecutiva Permanente del Comité Nacional del Codex Alimentarius - Capítulo Paraguay.

#### En el área de certificación
1. certifica la conformidad según las normas técnicas nacionales e internacionales de productos, sistemas, servicios y personal; basados en los lineamientos internacionales aceptados.
2. administra las actividades de Certificación a solicitud de los organismos reguladores del estado y sobre la base de los reglamentos establecidos por el Gobierno.

#### En el área de metrología
1. propone, dirige y ejecuta, acorde a la política internacional, la política nacional de Metrología y su respectiva reglamentación.
2. ejerce el control y la fiscalización en el campo de la Metrología Legal.
3. administra un Laboratorio Nacional de Metrología como custodio de los patrones nacionales de las unidades de medida, e implementa y mantiene la cadena de trazabilidad de los mismos, a fin de preservar armonizadas y compatibles en el plano nacional e internacional.
4. reglamenta el uso de instrumentos de medición utilizados en la comercialización de bienes y servicios, en la preservación de la salud pública, la seguridad y la protección al consumidor.

## Organismos y participación
Organismos donde la INTN es: 
Miembro pleno fundador
- COPANT: Comisión Panamericana de Normas Técnicas.
- AMN: Asociación Mercosur de Normalización.

Miembro pleno
- Codex Alimentarius: Punto de Contacto y Secretaría Ejecutiva del Comité Nacional del Codex Alimentarius Capítulo Paraguay.

Miembro correspondiente
- ISO/OSI: Organización Internacional de Normalización/Estándares. No conforma ningún comité de redacción o modificación de normas, pero si adapta las existentes a las regulaciones de Paraguay: Normas Paraguayas ISO (NP-ISO).

 Miembro afiliado 
- IEC: International Electrotechnical Comisión.

Filización con otros organismos nacionales
- IRAM: Instituto Argentino de Normalización y Certificación.
- AENOR: Asociación Española de Normalización y Certificación.
- ICONTEC: Instituto Colombiano de Normas Técnicas y Certificación.
- DIN: Deutsches Institut für Normung (Instituto Alemán de Normalización).
- UNIT: Instituto Uruguayo de Normas Técnicas.
- ABNT: Associação Brasileira de Normas Técnicas (Asociación Brasilera de Normas Técnicas).